# Pallacanestro femminile ai X Giochi panamericani
Il Campionato femminile di pallacanestro ai X Giochi panamericani si è svolto dall'11 al 23 agosto 1987 a Indianapolis, negli Stati Uniti d'America, durante i X Giochi panamericani. La vittoria finale è andata alla nazionale statunitense.

## Squadre partecipanti
- Brasile
- Canada
- Colombia
- Cuba
- Messico
- Perù
- Stati Uniti

## Prima fase

### Gruppo A
| Squadra     | G | V | P | PF  | PS  | DP   |
| ----------- | - | - | - | --- | --- | ---- |
| Stati Uniti | 2 | 2 | 0 | 194 | 122 | +72  |
| Brasile     | 2 | 1 | 1 | 198 | 132 | +66  |
| Perù        | 2 | 0 | 2 | 89  | 227 | -138 |

## Risultati
| Indianapolis 12 agosto 1987, ore 20:30                         | Stati Uniti | 110 – 41 (61-22) | Perù | Market Square Arena |
| \| \| \| \| \| Edwards, Davis, Cooper, Scott 14 \| Punti \| \| |             |                  |      |                     |
|                                                                |             |                  |      |                     |
| Edwards, Davis, Cooper, Scott 14                               | Punti       |                  |      |                     |

| Indianapolis 13 agosto 1987, ore 14:30 | Brasile | 117 – 48 (59-27) | Perù | Market Square Arena (555 spett.) |

| Indianapolis 15 agosto 1987              | Stati Uniti | 84 – 81 | Brasile | Market Square Arena |
| \| \| \| \| \| Edwards 26 \| Punti \| \| |             |         |         |                     |
|                                          |             |         |         |                     |
| Edwards 26                               | Punti       |         |         |                     |

### Gruppo B
| Squadra  | G | V | P | PF  | PS  | DP  |
| -------- | - | - | - | --- | --- | --- |
| Canada   | 3 | 3 | 0 | 275 | 204 | +71 |
| Cuba     | 3 | 2 | 1 | 289 | 236 | +53 |
| Messico  | 3 | 1 | 2 | 203 | 233 | -30 |
| Colombia | 3 | 0 | 3 | 168 | 262 | -94 |

| Indianapolis 11 agosto 1987, ore 14:30 | Cuba | 102 – 69 (51-41) | Colombia | Market Square Arena |

| Indianapolis 11 agosto 1987, ore 20:30 | Canada | 94 – 57 (43-22) | Messico | Market Square Arena |

| Indianapolis 12 agosto 1987, ore 14:30 | Cuba | 90 – 49 (45-27) | Messico | Market Square Arena |

| Indianapolis 13 agosto 1987, ore 20:30 | Canada | 83 – 50 (43-24) | Colombia | Market Square Arena |

| Indianapolis 14 agosto 1987, ore 20:30            | Canada | 98 – 97 (44-47) | Cuba | Market Square Arena |
| \| \| \| \| \| Smith 27 \| Punti \| 27 Borrell \| |        |                 |      |                     |
|                                                   |        |                 |      |                     |
| Smith 27                                          | Punti  | 27 Borrell      |      |                     |

| Indianapolis 15 agosto 1987 | Messico | 77 – 49 | Colombia | Market Square Arena |

## Finali
|  | Quarti di finale | Quarti di finale |             |        | Semifinali      | Semifinali      |  |  | Finale 1º posto | Finale 1º posto |
|  |                  |                  |             |        |                 |                 |  |  |                 |                 |
|  |                  |                  |             |        |                 |                 |  |  |                 |                 |
|  |                  |                  |             |        |                 |                 |  |  |                 |                 |
|  |                  |                  |             |        |                 |                 |  |  |                 |                 |
|  |                  |                  |             |        |                 |                 |  |  |                 |                 |
|  |                  |                  |             |        |                 |                 |  |  |                 |                 |
|  | Stati Uniti      | 85               |             |        |                 |                 |  |  |                 |                 |
|  | Stati Uniti      | 85               |             |        |                 |                 |  |  |                 |                 |
|  |                  | Cuba             | 80          |        |                 |                 |  |  |                 |                 |
|  | Perù             | Cuba             | 80          | 41     |                 |                 |  |  |                 |                 |
|  | Perù             |                  |             | 41     |                 |                 |  |  |                 |                 |
|  | Cuba             | 125              |             |        |                 |                 |  |  |                 |                 |
|  | Cuba             | 125              | Stati Uniti | 111    |                 |                 |  |  |                 |                 |
|  |                  |                  | Stati Uniti | 111    |                 |                 |  |  |                 |                 |
|  |                  | Brasile          | 87          |        |                 |                 |  |  |                 |                 |
|  | Brasile          | Brasile          | 87          | 113    |                 |                 |  |  |                 |                 |
|  | Brasile          |                  |             | 113    |                 |                 |  |  |                 |                 |
|  | Messico          | 64               |             |        |                 |                 |  |  |                 |                 |
|  | Messico          | 64               | Brasile     | 79     | Finale 3º posto | Finale 3º posto |  |  |                 |                 |
|  |                  |                  | Brasile     | 79     | Finale 3º posto | Finale 3º posto |  |  |                 |                 |
|  |                  | Canada           | 78          |        |                 |                 |  |  |                 |                 |
|  |                  | Canada           | 78          |        | Cuba            | 73              |  |  |                 |                 |
|  |                  |                  |             |        | Cuba            | 73              |  |  |                 |                 |
|  |                  |                  |             | Canada | 78              |                 |  |  |                 |                 |
|  |                  |                  |             | Canada | 78              |                 |  |  |                 |                 |
|  |                  |                  |             |        |                 |                 |  |  |                 |                 |
|  |                  |                  |             |        |                 |                 |  |  |                 |                 |

## Quarti di finale
| Indianapolis 17 agosto 1987 | Brasile | 113 – 64 | Messico | Market Square Arena |

| Indianapolis 17 agosto 1987 | Cuba | 125 – 41 | Perù | Market Square Arena |

## Semifinali
| Indianapolis 19 agosto 1987, ore 14:00  | Stati Uniti | 85 – 80 (40-42) | Cuba | Market Square Arena |
| \| \| \| \| \| Cooper 14 \| Punti \| \| |             |                 |      |                     |
|                                         |             |                 |      |                     |
| Cooper 14                               | Punti       |                 |      |                     |

| Indianapolis 19 agosto 1987, ore 20:30 | Brasile | 79 – 78 | Canada | Market Square Arena |

## Finale 5º - 6º posto
| Indianapolis 21 agosto 1987, ore 20:30 | Messico | 91 – 70 | Perù | Market Square Arena |

## Finale 3º - 4º posto
| Indianapolis 21 agosto 1987 | Canada | 78 – 73 | Cuba | Market Square Arena |

## Finale 1º - 2º posto
| Indianapolis 23 agosto 1987                           | Stati Uniti | 111 – 87 (53-50) | Brasile | Market Square Arena |
| \| \| \| \| \| McClain 30 \| Punti \| 30 Hortência \| |             |                  |         |                     |
|                                                       |             |                  |         |                     |
| McClain 30                                            | Punti       | 30 Hortência     |         |                     |

## Classifica finale
| Pos. | Squadra     | Formazione |
| ---- | ----------- | --- |
|      | Stati Uniti | Stati Uniti4 Edwards, 5 Ethridge, 6 Scott, 7 Donovan, 8 Harris, 9 Davis, 10 Brown, 11 Lloyd, 12 McClain, 13 Gillom, 14 Cooper, 15 Wicks, All. Jody Conradt                        |
|      | Brasile     | Brasile4 Hortência, 5 Branca, 6 Nádia, 7 Vânia Hernandes, 8 Paula, 9 Janeth, 10 Vanira, 11 Marta Sobral, 12 Vânia Teixeira, 13 Neusa, 14 Zézé, 15 Ruth, All. Maria Helena Cardoso |
|      | Canada      | Canada4 Polson, 5 Thomas, 6 Pendergast, 7 Huband, 8 Hamilton, 9 Fowler, 10 Smith, 11 Orton, 12 Karch, 13 Espeseth, 14 Blackwell, 15 Cochran, All. Wayne Hussey                    |
| 4.   | Cuba        | Cuba4 Borrell, 5 A. Hernández, 6 Moret, 7 Bécquer, 8 Perdomo, 9 Cañizares, 10 León, 11 O. Díaz, 12 Henry, 13 Cala, 14 R. Hernández, 15 J. Díaz, All. -                            |
| 5.   | Messico     | Messico4 Or. Carrillo, 5 Hayashi, 6 Marín, 7 Macías, 8 Morfín, 9 Ol. Carrillo, 10 Gómez, 11 Eastman, 12 Reyes, 13 Linares, 14 López, 15 Heredia, All. -                           |
| 6.   | Perù        | Perù4 Salini, 5 Marchig, 6 Luna, 7 Cosío, 8 Ezeta, 9 Manzur, 10 Picasso, 11 Sangio, 12 Garces, 13 Borjas, 14 Zegarra, 15 Alzagara, All. -                                         |
| 7.   | Colombia    | Colombia4 Segura, 5 M. Ocoró, 6 Gómez, 7 Ordóñez, 8 Lozano, 9 Rivas, 10 Torijano, 11 Arizala, 12 Castillo, 13 Castañeda, 14 Hinestroza, 15 S. Ocoró, All. -                       |